# Earias vittella
Earias vittella is een vlinder uit de familie visstaartjes (Nolidae). De wetenschappelijke naam van deze soort is voor het eerst geldig gepubliceerd in 1794 door Fabricius.
De soort komt voor in tropisch Afrika.